# Primakord
Primakord je brend detonirajućeg štapina koji se koristi u miniranju. Razvijen je 1936. godine od strane kompanije Ensign-Bickford.  Ensign-Bickford je 2003. godine  prodao svoju registrovanu marku Primakord kompaniji Dyno Nobel, koja ga proizvodi u svojoj fabrici u Grahamu, Kentaki. Ime Primakord se takođe koristi kao generički naziv za bilo koji detonirajući štapin.

## Istorija i razvoj
Primakord je razvijen 1936. godine od strane kompanije Ensign-Bickford, koja je bila pionir u proizvodnji detonirajućih štapina. U početku, Primakord je bio namenjen prvenstveno za vojnu upotrebu, ali je brzo pronašao primenu i u civilnim industrijama, kao što su rudarstvo i građevinarstvo.
U 2003. godini, kompanija Ensign-Bickford prodala je prava na Primakord kompaniji Dyno Nobel, koja ga proizvodi u svojoj fabrici u Grejemu, Kentaki. Od tada, Primakord je postao sinonim za kvalitetan i pouzdan detonirajući štapin, i koristi se širom sveta.

## Opis
Primakord je jedan od najpoznatijih i najčešće korišćenih tipova detonirajućih štapina u svetu, poznat po svojoj pouzdanosti, brzini detonacije i širokoj primeni u različitim industrijama, uključujući rudarstvo, građevinarstvo i vojsku.
Primakord se sastoji od neprekidnog jezgra od PETN-a, RDX-a ili nekog drugog visokobrizantnog eksploziva, koji je vezan tekstilnim vlaknima i zaštićen slojem plastike i voska kao sredstvima za hidroizolaciju. 
Proizvodi se u osam različitih jačina.
| Name         | Loading g/m (gr/ft) | Colour      |
| ------------ | ------------------- | ----------- |
| Primaкord 1  | 1.5 (7.5)           | Žuta        |
| Primaкord 2  | 2.1 (10)            | Narandžasta |
| Primaкord 3  | 3.2 (15)            | Crvena      |
| Primaкord 4Y | 3.6 (18)            | Žuta        |
| Primaкord 4R | 3.6 (18)            | Crvena      |
| Primaкord 5  | 5.3 (25)            | Crvena      |
| Primaкord 8  | 8.6 (40)            | Crvena      |
| Primaкord 10 | 10.6 (50)           | Žuta        |

Primaline je srodan proizvod koji se razlikuje pre svega po tome što umesto tekstilne obloge ima plastični omotač. Primaline je takođe dostupan u većim količinama, do 85 g/m (400 gr/ft).
| Name           | Loading g/m (gr/ft) | Colour                           |
| -------------- | ------------------- | -------------------------------- |
| Primaline 4D   | 3.6 (18)            | Narandžasta                      |
| Primaline 4HS  | 3.6 (18)            | Prozirna sa plavom prugom        |
| Primaline 5    | 5.3 (25)            | Narandžasta sa voštanim premazom |
| Primaline 5D   | 5.3 (25)            | Narandžasta                      |
| Primaline 5NF  | 5.3 (25)            | Žuta                             |
| Primaline 8D   | 8.6 (40)            | Narandžasta                      |
| Primaline 8HS  | 8.6 (40)            | Prozirna sa crnom prugom         |
| Primaline 10HS | 10.6 (50)           | Prozirna sa crvenom prugom       |
| Primaline 21   | 21.3 (100)          | Prozirna                         |
| Primaline 32   | 31.9 (150)          | Prozirna                         |
| Primaline 42   | 42.5 (200)          | Prozirna                         |
| Primaline 85   | 85 (400)            | Svetlozelena                     |

## Osnovna karakteristika i sastav
Primakord je specifičan po svom neprekidnom jezgru od visoko brizantnog eksploziva, najčešće PETN-a (pentaeritritol tetranitrata), koji je obavijen tekstilnim vlaknima i dodatno zaštićen plastičnim omotačem. Ovaj omotač pruža zaštitu od vlage i mehaničkih oštećenja, omogućavajući bezbednu i efikasnu upotrebu u različitim uslovima.
Primakord detonira brzinom od približno 23.000 stopa (oko 7.000 metara) u sekundi, što ga čini jednim od najbržih i najpouzdanijih detonirajućih štapina na tržištu. Ova karakteristika ga čini idealnim za upotrebu u situacijama gde je preciznost i brzina detonacije od ključnog značaja.

## Primena
Primakord se koristi u različitim primenama, uključujući:
- Rudarstvo: Gde služi za povezivanje eksplozivnih punjenja koja se moraju istovremeno aktivirati radi efikasnog razbijanja stena.
- Građevinarstvo: U rušenju zgrada i drugih struktura, gde je potrebno precizno kontrolisano rušenje.
- Vojna upotreba: Primakord se koristi za formiranje eksplozivnih punjenja koja mogu biti aktivirana gotovo trenutno, uključujući linearna punjenja koja su sposobna za brzo i efikasno uništavanje ciljeva.

Takođe, Primakord se koristi za formiranje složenih eksplozivnih struktura, kao što su kumulativna punjenja i druge specijalizovane aplikacije u vojnoj i civilnoj industriji. Zbog svoje fleksibilnosti, može se koristiti i za formiranje improvizovanih eksplozivnih uređaja u hitnim situacijama.

## Vrste i specifikacije
Primakord se proizvodi u nekoliko varijanti, sa različitim količinama eksploziva u jezgri, što omogućava prilagođavanje specifičnim potrebama:
- Primakord 4D, 5D, 8D - sa različitim količinama eksploziva, u rasponu od 3,6 g/m do 8,6 g/m, obično u narandžastoj boji.
- Primacord 10HS - sa prozirnim omotačem i crvenom prugom, namenjen za specifične aplikacije koje zahtevaju preciznu identifikaciju.

Svaka varijanta Primakord štapina dizajnirana je da ispuni specifične zahteve korisnika, bilo da je u pitanju povećana otpornost na vodu, ili veća brzina detonacije za složene eksplozivne operacije.

## Operacija
Primakord se aktivira pomoću detonatorske kapisle ili pomoću donorske linije detonirajućeg štapina ili drugog visokobrizantnog eksploziva. Detonira duž cele svoje dužine brzinom od približno 23.000 stopa (7.000 metara) u sekundi. Koristi se za stvaranje eksplozivnih efekata i za izgradnju pouzdanih eksplozivnih punjenja. Takođe se koristi u kombinaciji sa drugim visokobrizantnim eksplozivima za formiranje punjenja, uključujući linearna punjenja, sposobna za skoro trenutne rezultate.

## Zaključak
Primakord predstavlja ključni alat u mnogim industrijama gde je eksplozivna snaga potrebna za efikasno obavljanje zadataka. Njegova pouzdanost, brzina i fleksibilnost čine ga neophodnim u savremenom rudarstvu, građevinarstvu i vojnoj industriji. Sa decenijama uspešne upotrebe, Primakord ostaje lider među detonirajućim štapinima.